# Comté de Madawaska
Pour les articles homonymes, voir Madawaska (homonymie).

Le comté et ses municipalités

Le comté de Madawaska est situé dans le nord-ouest du Nouveau-Brunswick, au Canada. Il est bordé au nord par le comté de Restigouche, à l'est par le comté de Victoria, au sud par le comté d'Aroostook, au Maine et à l'ouest par le Témiscouata, au Québec. Le fleuve Saint-Jean forme une frontière naturelle avec le Maine. Il y avait au total 33 422 habitants en 2011. Le Madawaska est surnommé la queue de poêle du Nouveau-Brunswick.
La majorité des habitants (93 %) sont d'expression maternelle française.

## Géographie

### Liste des communautés
| Numéro | Nom                  | Statut         | Population estimée (2021) | ± | Superficie (km²) | Densité |
| ------ | -------------------- | -------------- | ------------------------- | - | ---------------- | ------- |
| 2      | Edmundston           | Cité           | 17817                     |   |                  |         |
| 4      | Grand-Sault (partie) | Ville          | 8676                      |   |                  |         |
| 1      | Haut-Madawaska       | Ville          | 4404                      |   |                  |         |
| DR 1   | Nord-Ouest (partie)  | District rural | 6596                      |   |                  |         |
| 3      | Vallée-des-Rivières  | Ville          | 5906                      |   |                  |         |

## Administration
| Période                                  | Période | Identité         | Étiquette | Qualité |
| ---------------------------------------- | ------- | ---------------- | --------- | ------- |
| 194?                                     | 19??    | Edward Rice      |           |         |
|                                          |         | Cyrice Godbout   |           |         |
| 1934                                     | 1936    | Wilfrid Verret   |           |         |
| 188?                                     | 188?    | Lévite Thériault |           |         |
| Les données manquantes sont à compléter. |         |                  |           |         |

## Démographie
| 2001   | 2006   | 2011   | 2016   |
| ------ | ------ | ------ | ------ |
| 35 611 | 34 011 | 33 422 | 32 741 |